# Wereldkampioenschappen zwemmen 2017 – 1500 meter vrije slag vrouwen
De 1500 meter vrije slag voor vrouwen op de wereldkampioenschappen zwemmen 2017 in Boedapest vond plaats op 24 en 25 juli 2017. Na afloop van de series kwalificeerden de acht snelste zwemmers zich voor de finale.

## Records
Voorafgaand aan het toernooi waren dit het wereldrecord en het kampioenschapsrecord
| Wereldrecord         | Katie Ledecky | 15.25,48 | Kazan | 4 augustus 2015 |
| Kampioenschapsrecord | Katie Ledecky | 15.25,48 | Kazan | 4 augustus 2015 |

## Uitslagen

### Series
| Rang | Serie | Baan | Naam                   | Land             | Tijd     | Bijz. |
| ---- | ----- | ---- | ---------------------- | ---------------- | -------- | ----- |
| 1    | 3     | 4    | Katie Ledecky          | Verenigde Staten | 15.47,54 | Q     |
| 2    | 3     | 5    | Mireia Belmonte García | Spanje           | 16.05,37 | Q     |
| 3    | 2     | 6    | Hou Yawen              | China            | 16.05,87 | Q     |
| 4    | 2     | 5    | Simona Quadarella      | Italië           | 16.07,08 | Q     |
| 5    | 2     | 4    | Boglárka Kapás         | Hongarije        | 16.09,60 | Q     |
| 6    | 3     | 6    | Kristel Köbrich        | Chili            | 16.17,28 | Q     |
| 7    | 3     | 1    | Julia Hassler          | Liechtenstein    | 16.19,16 | Q     |
| 8    | 2     | 3    | Ajna Késely            | Hongarije        | 16.20,98 | Q     |
| 9    | 3     | 2    | Jimena Pérez           | Spanje           | 16.21,45 |       |
| 10   | 3     | 7    | Tamila Holub           | Portugal         | 16.24,05 |       |
| 11   | 3     | 8    | Emma Robinson          | Nieuw-Zeeland    | 16.25,78 |       |
| 12   | 2     | 7    | Celine Rieder          | Duitsland        | 16.25,99 |       |
| 13   | 2     | 1    | Gaja Natlačen          | Slovenië         | 16.32,45 |       |
| 14   | 2     | 8    | Olivia Anderson        | Canada           | 16.34,50 |       |
| 15   | 3     | 3    | Tjaša Oder             | Slovenië         | 16.34,86 |       |
| 16   | 2     | 2    | Chen Yejie             | China            | 16.53,74 |       |
| 17   | 2     | 0    | María Bramont-Arias    | Peru             | 17.01,85 |       |
| 18   | 3     | 0    | Martina Elhenická      | Tsjechië         | 17.04,63 |       |
| 19   | 1     | 3    | Alicia Mancilla        | Guatemala        | 17.15,04 |       |
| 20   | 1     | 5    | Ho Nam Wai             | Hongkong         | 17.17,64 |       |
| 21   | 1     | 4    | Samantha Randle        | Zuid-Afrika      | 17.22,42 |       |
| 22   | 3     | 9    | Souad Cherouati        | Algerije         | 17.25,00 |       |

### Finale
| Rang   | Baan | Naam              | Land             | Tijd     | Bijz. |
| ------ | ---- | ----------------- | ---------------- | -------- | ----- |
| Goud   | 4    | Katie Ledecky     | Verenigde Staten | 15.31,82 |       |
| Zilver | 5    | Mireia Belmonte   | Spanje           | 15.50,89 |       |
| Brons  | 6    | Simona Quadarella | Italië           | 15.53,86 |       |
| 4      | 2    | Boglárka Kapás    | Hongarije        | 16.06,27 |       |
| 5      | 3    | Hou Yawen         | China            | 16.08,10 |       |
| 6      | 7    | Kristel Köbrich   | Chili            | 16.13,46 |       |
| 7      | 1    | Julia Hassler     | Liechtenstein    | 16.14,86 |       |
| 8      | 8    | Ajna Keselý       | Hongarije        | 16.22,87 |       |